# Пункт призначення (фільм)
Пункт призначення (англ. Final Destination) — американський фільм жахів 2000 року, зрежисований Джеймсом Вонгом. Перший фільм серії Пункт призначення. Сценарій написано Гленом Морганом нас основі твору Джефрі Реддіка. Головний герой — підліток, що зумів «обдурити смерть» після того, як мав передчуття, що він та інші люди загинуть під час вибуху літака. Але після цього його (та врятованих ним людей) починає переслідувати Смерть, яка хоче забрати їхні життя, які вони мали втратити під час вибуху. Прем'єра у США відбулась 16 березня 2000 року. Прем'єра у Україні відбулась 15 червня 2000 року.
Фільм заснований на сценарії, написаному для серіалу «Цілком таємно» Джефрі Реддіком. Зйомки фільму проводилися у штаті Алабама та Ванкувері. На екрани фільм вийшов 17 березня 2000 року і фінансово виявився успішним, в перші ж вихідні заробивши $ 10 млн. Того ж дня був випущений саундтрек до фільму, що включив у собі пісні композитора Ширлі Вокера. 26 вересня 2000 року у США та Канаді відбувся реліз фільму на DVD, до якого увійшли віддалені сцени, коментарі та документалістика.
Фільм отримав змішані відгуки від критиків. Негативні відгуки були викликані тим, що фільм спрямований на підліткову аудиторію, а позитивні — тим, що фільм дуже динамічний і постійно тримає у напрузі. Картина отримала премію Сатурн як Найкращий фільм жахів, і Найкращий молодий актор за персонажа, черги зіграв Девон Сава. Фільм має чотири сиквели: Пункт призначення 2, Пункт призначення 3, Пункт призначення 4, Пункт призначення 6 і один приквел Пункт призначення 5, а також ряд романів і коміксів, опубліковані Black Flame та Zenescope Entertainment.

## Сюжет
У старшокласника Алекса Браунінга (Девон Сава) перед поїздкою до Парижа, коли він сидить у літаку рейсу 180, трапляється видіння — йому здається, що їхнє повітряне судно вибухає в повітрі. Алекс починає панікувати та намагається вийти з літака. Через ситуацію самого Алекса, вчительку Валері Льютон (Крістен Клоук), крутого хлопця Картера Ґортона (Керр Сміт), подругу Картера Террі Чейні (Аманда Детмер) і студента Біллі Ґічкока (Шон Вільям Скотт) висаджують з літака, а сирота Клер Риверс (Елі Лартер) та друг Алекса Тод Вагнер (Чед Донелла) сходять самі. Картер влаштовує бійку з Алексом за зірвану поїздку, а літак з пасажирами, що залишилися, злітає і відразу вибухає. Після цього два агенти ФБР беруть свідчення у людей, знятих із літака.
За 39 днів у школі відкривають пам'ятник на честь загиблих у цьому рейсі. Того ж вечора у себе у ванній кімнаті Тод послизнувся, а мотузка для білизни обплутується навколо його шиї. Через слизьку ванну Тод не може звільнитися і гине від задухи. Усі, окрім Алекса, вважають його смерть самогубством. Алекс був на місці трагедії і побачив там Клер. Наступного дня він намагається з'ясувати, як вона там опинилася. Клер заявляє, що відчуває приблизно те саме, що й Алекс, але не має видінь. Алекс та Клер здогадуються, що Смерть йде за ними. Вони вирішують подивитися на померлого Тода в морзі.
Коли Алекс і Клер приходять у морг, таємничий трунар Вільям Бладуорт (Тоні Тодд) каже їм, що Смерть втручається, щоб убити всіх, хто мав померти в літаку. Другого дня Алекс намагається переконати Клер у вбивстві Тода, але вона не вірить. Картер і Террі під'їжджають до них машиною, мало не збивши Біллі. У цей час із магазину виходить Валері Льютон, яка повідомляє про свій намір за тиждень покинути місто. Картер та Алекс знову сваряться. Террі набридають їхні крики, вона переходить вулицю, і її на смерть збиває автобус.
Удома, дивлячись репортаж про катастрофу, Алекс приходить до висновку, що Смерть вбиває людей, що залишилися живими, в тому ж порядку, в якому вони загинули б під час вибуху. На основі цього він розуміє, що наступна мета Смерті – міс Льютон. Він мчить до її будинку, але починається пожежа, на вчительку падає стíйка з ножами, один з них встромляється їй у груди, і вона гине. Алекс вибігає з дому за секунди до вибуху та біжить додому. Свідком вибуху стає Біллі.
Клер допитують агенти ФБР, вони підозрюють Алекса у вбивствах (Алекс торкався ножа, який убив міс Льютон, сліди його взуття відбилися на підлозі в її крові). Алекс зв'язується з Біллі, Клер та Картером, щоб розповісти їм про свою теорію. Вони вирішують виїхати з міста автомобілем Картера. У Алекса відбувається видіння поїзда та розриву ременя безпеки. Картер дізнається від Алекса, що він наступний, жене на шаленій швидкості шосе і зупиняє машину на залізничній гілці. Усі друзі виходять з автівки, але Картер залишається в середині, адже хоче себе вбити раніше, ніж це зробить Смерть. Однак він передумує, але не може вийти, оскільки ремінь безпеки заклинило. Картер намагається завести машину, але двигун не заводиться, а двері самі заблокувалися. Алекс мчить, щоб допомогти Картер вибратися, і розриває ремінь, і Картер виявляється звільнений за секунду до того, як поїзд врізається в автомобіль. Картер переміщується до кінця списку Смерті. За кілька секунд уламок машини Картера летить повітрям і розрізає голову Біллі.
Удома Алекс розуміє — Біллі загинув, тому що він (Алекс) урятував Картера. Смерть пропустила Картера і забрала Біллі. Далі він розуміє, що наступна жертва смерті не він, а Клер. Алекс мчить до її будинку і знаходить її в автомобілі, оточеному вогнем, а навколо неї в'ється пошкоджений електричний кабель. Алекс рятує її, піднімаючи кабель, але сам отримує сильний удар струмом. Клер і агенти, що приїхали, біжать до Алекса і намагаються його реанімувати.
За шість місяців Алекс, Клер і Картер перебувають в Парижі і говорять про рейс 180. Алекс вважає, що вони все ще в списку, просто Смерть дала їм відстрочку. Картер вважає, що в такому випадку наступним загине саме Алекс. Останній виходить прогулятися. Замислившись, він не помічає автобуса, що мчить, крик Клер рятує його. Автобус врізається в стовп, той зачіпає вивіску, що падає на Алекса. В останній момент його відштовхує Картер. Він запитує Алекса, хто є наступним у списку. Вивіска «miro81» (якщо перевернути: «18ORIM» (відсилання до катастрофи), злітає в повітря і падає на Картера.

## У ролях
- Девон Сава — Алекс Браунінг
- Елі Лартер — Клер Риверс
- Керр Сміт — Картер Ґортон
- Шон Вільям Скотт — Біллі Ґічкок
- Крістен Клоук — Валері Льютон
- Деніел Робук — агент Вейн
- Роджер Гуенвор Сміт — агент Шрек
- Аманда Детмер — Террі Чейні
- Чед Донелла — Тод Вагнер
- Тоні Тодд — Вільям Бладворт
- Брендан Фер — Джордж Вагнер
- Роберт Візден — Кен Браунінг
- Крістін Шателейн — Блек Драйєр

## Саундтрек
У фільмі лунали пісні:
- «Rocky Mountain High» у виконанні John Denver.
- «Hundred Grand» у виконанні Pete Atherton.
- «Into The Void» у виконанні Nine Inch Nails.
- «All The Candles In The World» у виконанні Jane Siberry.
- «And When I Die» у виконанні Joe 90.
- «Rocky Mountain High» (французька версія) у виконанні Alessandro Juliani.